# Megatron
Megatron este un film românesc din 2008 regizat de Marian Crișan. Rolurile principale au fost interpretate de actorii Gabriela Crișu, Maxim Adrian Strinu.

## Distribuție
Distribuția filmului este alcătuită din:
- Damian Oancea — șoferul
- Gabriela Crișu — mama
- Erwin Sinsensohn
- Maxim Adrian Strinu — Maxim